# چراپا
چراپا یک روستا در بخش مرکزی شهرستان اردبیل است که در دهستان غربی واقع شده‌است. چراپا ۴۲ نفر جمعیت دارد.